# اوله اولوند
اوله اولوند (سوئدی: Olle Åhlund; ۲۲ اوت ۱۹۲۰ – ۱۱ فوریهٔ ۱۹۹۶) بازیکن و مربی فوتبال اهل سوئد بود.
وی همچنین در تیم ملی فوتبال سوئد بازی کرده‌است.
وی در مسابقات کشوری و بین‌المللی در مجموع برندهٔ ۱ مدال برنز شده‌است.